# Сиро Алегрия
Сиро Алегрия (на испански: Ciro Alegría) е перуански журналист, политик, преводач, поет и писател на произведения в жанра драма. Част е от художественото движение от 30-те години, чиито произведения, наречени „романи на земята“, са истории за потиснатото коренно население.

## Биография и творчество
Сиро Алегрия е роден на 4 ноември 1909 г. в хасиендата Куилка край Сартимбамба, Либертад, Перу. Започва да учи в началното училище в Трухильо, където известно време учител е младия поет Сесар Валехо. През 1920 г. се разболява от малария и се връща в Андите, като продължава основното си образование в Модерния институт на Кахабамба. През 1923 г. той остава в хасиендата Маркабал Гранде, където участва в селскостопански задачи, начело на пелоните. През това време научава много от обичаите и начина на живот на индианците.
През 1924 г. отново се връща в Трухильо и завършва средното си образование в Националния колеж „Сан Хуан де Трухильо. Окуражаван от семейството си пише първите си разкази и стихотворения. През 1927 г. основава и ръководи училищния вестник „Трибуна Санджуаниста“ и работи за кратко като журналист на всекидневника „Ел Норте“. След дипломирането си, през 1929 г. работи в строителна компания и като репортер на вестник „Ла Индустрия“.
През 1930 г. започва да учи филология в Университета на Трухильо. Свързва се с творческата „Северна група“ съставена от различни писатели, художници и интелектуалци, а в началото на 1931 г. е сред основателите на Американския революционен народен алианс, чиято цел е социалната реформа и подобряването на състоянието на индианците. Заради членството си е изключен от университета. На няколко пъти е задържан заради политическата си дейност, като в периода 1932 – 1933 г. и 1932 – 1933 г. лежи в затвора, но е освободен поради амнистия. След освобождаването си започва да публикува свои разкази във вестника на АРНА „Ла Трибуна“. През 1934 г., след участие в опит за бунт в Лима, е заточен в Чили.
През 1935 г. се жени за Розалия Амескита. Имат двама сина. Развеждат се през 1945 г.
Преработва разказа си „Ел Марашон“ в романа „Златната змия“, който публикува през 1935 г. и с него печели литературния конкурс „Насименто“ в Чили. Следващата година е избран в Съвета на директорите на Дружеството на писателите на Чили и работи в издателство „Ерчила“ като коректор. Прави преводи на произведения на Стефан Цвайг и Иля Еренбург.
В края на 1936 г., вследствие на тежкия си затворнически живот, се разболява от белодробна туберкулоза и в продължение на 2 години се лекува в санаториум. По време на лечението си пише романа „Гладните кучета“, който е публикуван през 1939 г.
С финансовата подкрепа на анонимна група интелектуалци работи по третия си роман „Светът е широк и чужд“, който е публикуван през 1941 г. С него печели латиноамериканската литературна награда, връчена му в САЩ, и получава международно признание. Романът става класика на перуанската и латиноамериканската литература.
През 1941 г. с венецуелския писател Мариано Пикон Салас участва в Междуамериканската конференция на писателите и в Конгреса на американските писатели във Вашингтон, където се сприятелява с американския писател Уолдо Франк.
Остава в изгнание в САЩ до 1948 г. Заради Втората световна война работи няколко месеца през 1942 г. за списание „Reader's Digest“, после в службата, отговаряща за американската военна пропаганда в Латинска Америка, базирана във Вашингтон. През 1943 г. е преместен в централата на офиса в Ню Йорк, работи в секцията „Радио“ и в крайна сметка в секцията „Преса“. През 1945 г. работи като преводач в „Метро-Голдуин-Майер“ и е преподавател по испано-американския роман в Колумбийския университет. През 1946 г. отива в Сан Франциско при поетесата Габриела Мистрал, а впоследствие описва срещата си в книгата „Габриела Мистрал интимно“. За кратко е женен с пуерториканската Лигия Марчанд. През 1948 г. напуска Американския революционен народен алианс като го оповестява в пресата.
В периода 1949 – 1953 г. преподава курсове по испаноамериканска литература и творческо писане в университета в Пуерто Рико към катедрата по испанска филология и преподава курс по съвременни проблеми в Педагогическия факултет. През 1950 г. представя книгата си „Характерът на испаноамериканския роман“ на Иберо-американския литературен конгрес в Албукерке.
През 1953 г. е поканен в Куба и се установява там като работи интензивно като писател и журналист, пишейки за Кубинската революция. В периода 1956 – 1957 г. преподава курс по творческо писане в университета на Сантяго де Куба. Пише историята на дестилерията за ром „Casa Bacardi“ в книгата си „Сто години продуктивен живот“.
На 25 май 1957 г. се жени за кубинската поетеса Дора Варона. Имат дъщеря – Сесилия, и синове – Гонзало, Чиро и Диего. Пътува с нея в САЩ, Мексико, Пуерто Рико, Санто Доминго и Ямайка.
Завръща се в Перу през 1957 г. Присъединява се към партията на президента Фернандо Белаунде Тери „Нородно дийствие“ и е избран за представител в Камарата на депутатите през 1963 г. Член е на Перуанската езикова академия.
Сиро Алегрия умира от инсулт на 17 февруари 1967 г. в Сантимбамба, Перу. След смъртта му вдовицата му Дора Варона публикува множество есета и доклади, разкази и пътеписи, които той пише за различни вестници.

## Произведения
- La Serpiente de Oro (1935)
Златната змия, изд.: „Профиздат“, София (1981), прев. Анастасия и Тодор Нейкови
- Los Perros Hambrientos (1939)
Гладните кучета, изд.: ОФ, София (1977), прев. Емилия Юлзари
- El Mundo es Ancho y Ajeno (1941)
Светът е широк и чужд, изд.: „Народна култура“, София (1977), прев. Валентина Рафаилова
- Las aventuras de Machu Picchu (1950)
- Duelo de Caballeros (1962)
- Gabriela Mistral intima (1968)
- Panki y el guerrero (1968)
- Ofrenda de piedra (1969)
- Lázaro Novela póstuma e incompleta (1972)
- Mucha suerte con harto palo Edición póstuma recopilatoria de distintos escritos periodísticos (1976) – автобиография
- Siete cuentos quirománticos (1978)
- El sol de los jaguares (1979)
- El dilema de Krause (1979) – незавършен

### Екранизации
- 1977 Los perros hambrientos